# Barnstädt
Barnstädt é um município da Alemanha, situado no distrito de Saale, no estado de Saxônia-Anhalt. Tem 18,21 km² de área, e sua população em 2019 foi estimada em 975 habitantes.